# Recep
Recep (ɾeˈd͡ʒep) ist ein türkischer männlicher Vorname.

## Herkunft und Bedeutung
Recep ist ein türkischer Name arabischer Herkunft. Übersetzt bedeutet er „der Respekt“; Recep beziehungsweise arabisch Radschab ist auch der Name eines islamischen Monats.

### Varianten
- Radschab (arabisch); auch in Zusammensetzungen wie Radschab ad-Din
- Rexhep (albanisch)

## Namensträger
- Recep Adanır (1929–2017), türkischer Fußballspieler und -trainer
- Recep Akdağ (* 1960), türkischer Politiker
- Recep Aydın (* 1990), türkischer Fußballspieler
- Recep Biler (* 1981), türkischer Fußballspieler
- Recep Çelik (* 1987), türkischer Fußballspieler
- Recep Çetin (* 1965), türkischer Fußballspieler und -trainer
- Recep Efe (* 1990), türkischer Biathlet
- Recep Berk Elitez (* 1992), türkischer Fußballspieler
- Recep Tayyip Erdoğan (* 1954), türkischer Politiker und Präsident der Türkei
- Recep Gürkan (* 1964), türkischer Politiker und Oberbürgermeister der Stadt Edirne
- Recep Kara (* 1982), türkischer Ringer
- Recep Karabacak (* 1998), türkischer Fußballspieler
- Recep Keskin (* 1949), türkisch-deutscher Bauunternehmer und Hochschullehrer
- Onur Recep Kıvrak (* 1988), türkischer Fußballspieler
- Recep Küpçü (1934–1976), türkisch-bulgarischer Dichter, Schriftsteller und Journalist
- Recep Niyaz (* 1995), türkischer Fußballspieler
- Recep Ölmez (* 1953), türkischer Fußballspieler
- Recep Öztürk (Fußballspieler) (* 1977), türkischer Fußballtorhüter
- Recep Uğur Öztürk (* 1994), türkischer Fußballspieler
- Recep Peker (1889–1950), osmanischer bzw. türkischer Militär und Politiker
- Recep Tunç (* 1976), türkischstämmiger deutscher Rapper, siehe Sultan Tunc
- Recep Ünalan (* 1990), türkischer Radrennfahrer
- Recep Ümit Uygun (1926–2013), deutsch-türkischer Mediziner
- Recep Yıldız (* 1986), türkischer Fußballspieler

### Familienname
- Abdullah Recep (* 1955), türkischer General

## Weiteres
- Recep (Çermik), Dorf in der Türkei
- Recep Tayyip Erdoğan Stadı, Fußballstadion in Istanbul
- Recep-Tayyip-Erdoğan-Universität, Universität in Rize
- Recep İvedik, Recep İvedik 2, Recep İvedik 3, Recep İvedik 4, Recep İvedik 5, Recep İvedik 6: türkische Spielfilme
- Aziz Retzep, deutsch-griechischer Fußballspieler